# Каржантау
Каржанта́у (каз. Қаржантау жотасы, узб. Qorjontov/Қоржонтов) — горный хребет в Южно-Казахстанской области Казахстана и Ташкентской области Узбекистана, входит в горную систему Западного Тянь-Шаня.

## Расположение
Каржантау является горным хребтом в составе горной системы Западного Тянь-Шаня. Большая часть хребта располагается на территории Южно-Казахстанской области Казахстана, лишь на западе он заходит на территорию Ташкентской области Узбекистана. Горная цепь вытянута в направлении с юго-запада на северо-восток.

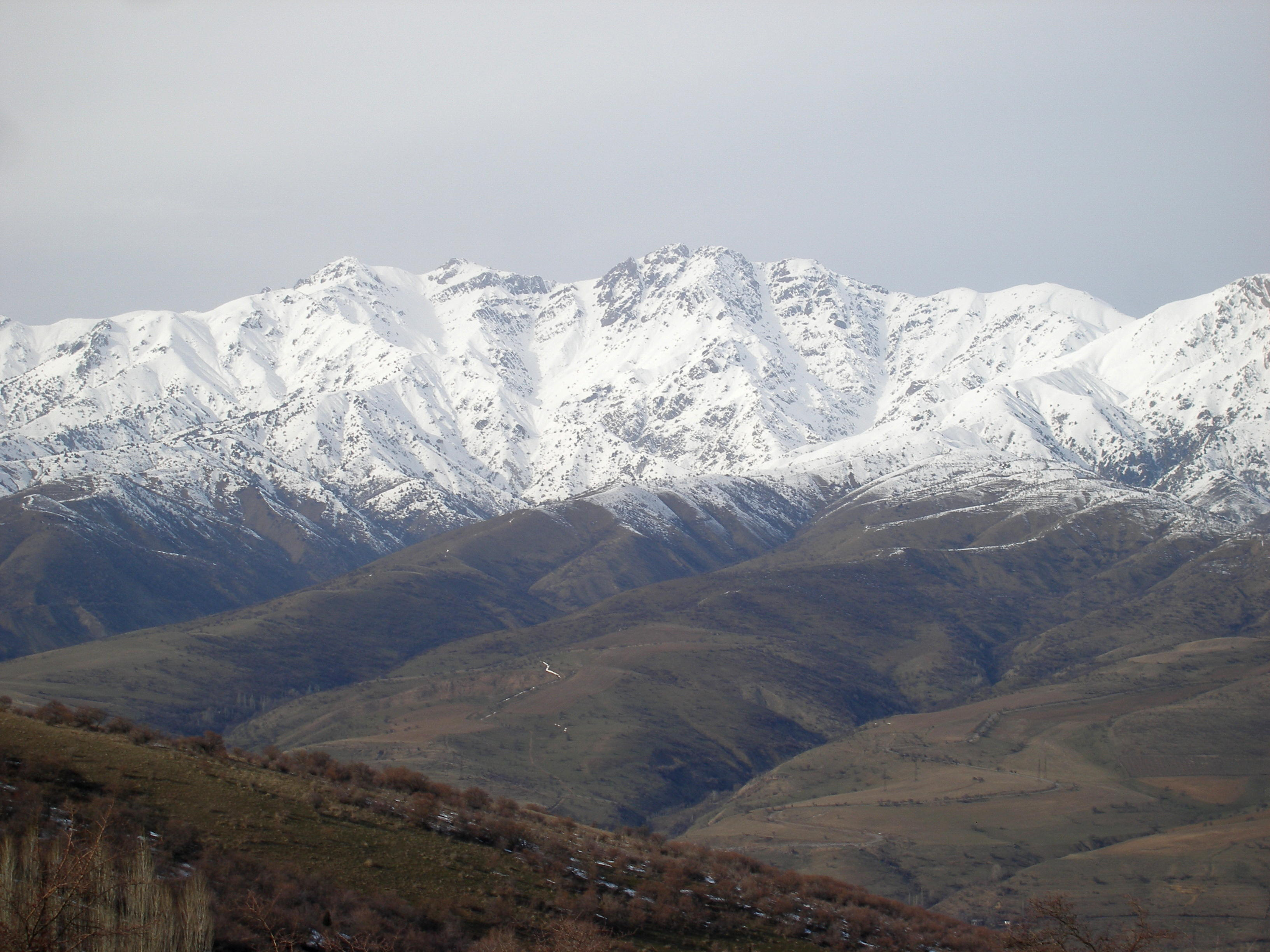
Наивысшая вершина Мингбулак и
прилегающий возвышенный участок хребта

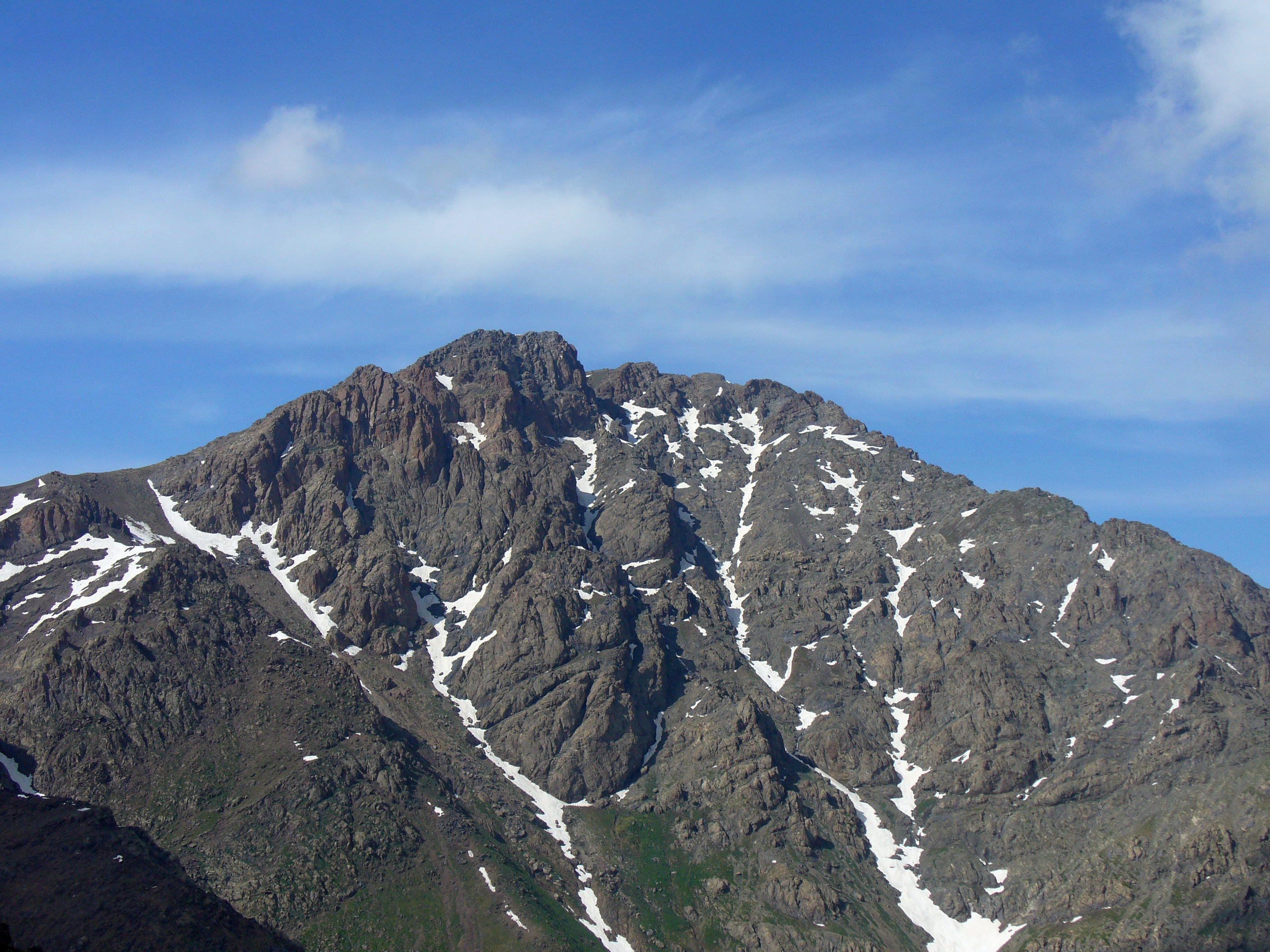
Мингбулак

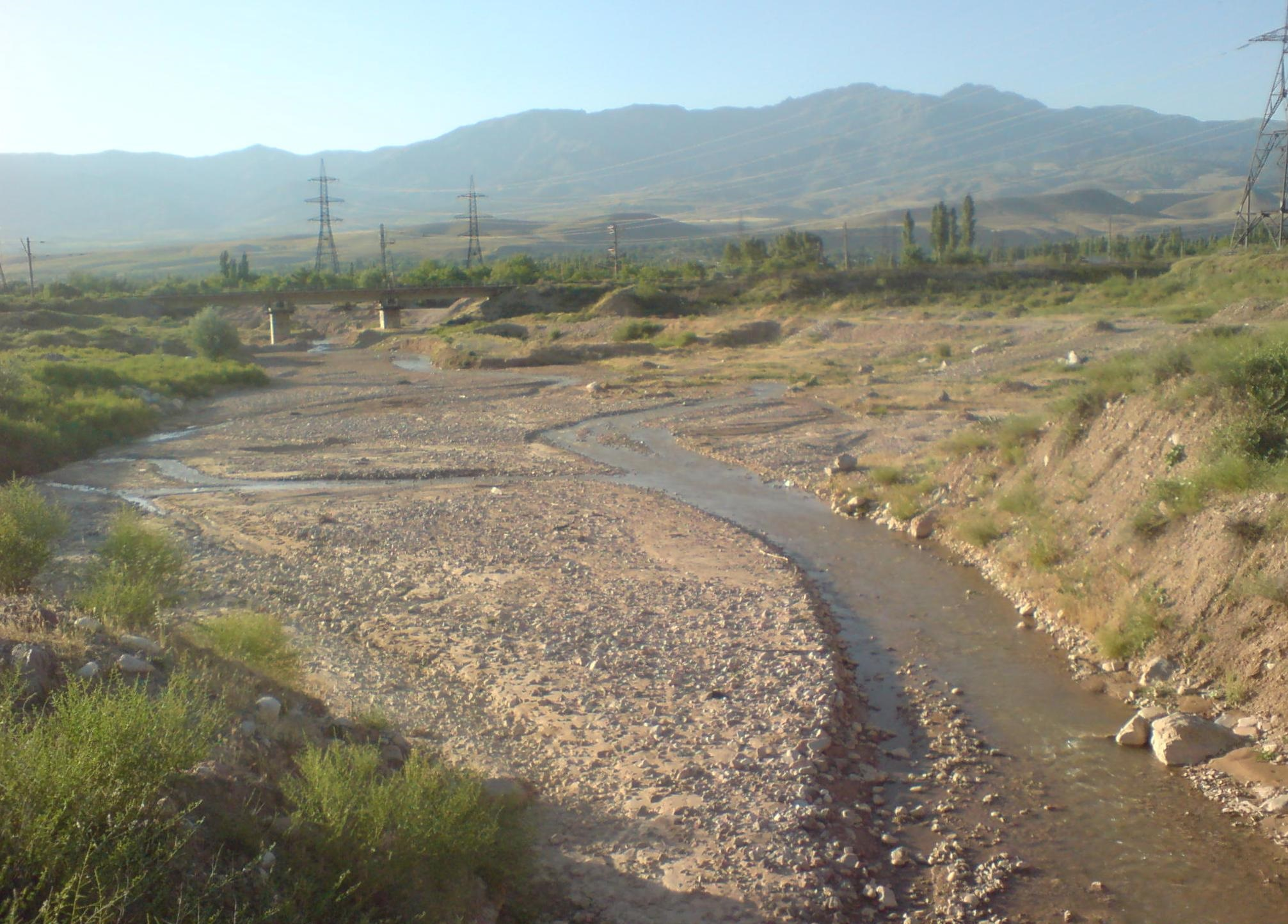
Низовья Гальвасая. На горизонте видна пониженная западная часть Каржантау

## Геоморфология
Средние высоты в центральной части составляют 2000 м, в юго-западной — 700—800 м. Отдельные вершины достигают 2500—2800 м. Наивысшая точка Каржантау — гора Мингбулак (2823 м). Понижаясь к юго-западу, хребет переходит в возвышенность Карачатау. Здесь по хребту проведён участок государственной границы между Казахстаном и Узбекистаном (на протяжении 30—40 км). Продолжается в северо-восточном направлении, упираясь в среднюю часть Угамского хребта. На севере Каржантау тянется практически в широтном направлении. Общая длина хребта составляет 90 км.
Хребет Каржантау образован, в основном, палеозойскими магматическими породами, песчаником, глинистыми сланцами, конгломератами. Местами горы сложены каменноугольными и девонскими известняками и доломитами, которые создают условия для карстового рельефа. Имеются карры, карстовые воронки, карстовые шахты и карстовые пещеры.  Каржантауское поднятие является антиклинальной структурой. Как орографическая единица, Каржантау появился в послеолигоценовое время.
Хребет имеет асимметричное строение. С юго-востока Каржантау образует очень крутые, отвесные боковые склоны, которые глубоко изрезаются саями. Каржантау ограничивает на западе долину реки Угам. Северо-западные склоны проходят полого. Они прорезаются левыми притоками реки Келес.

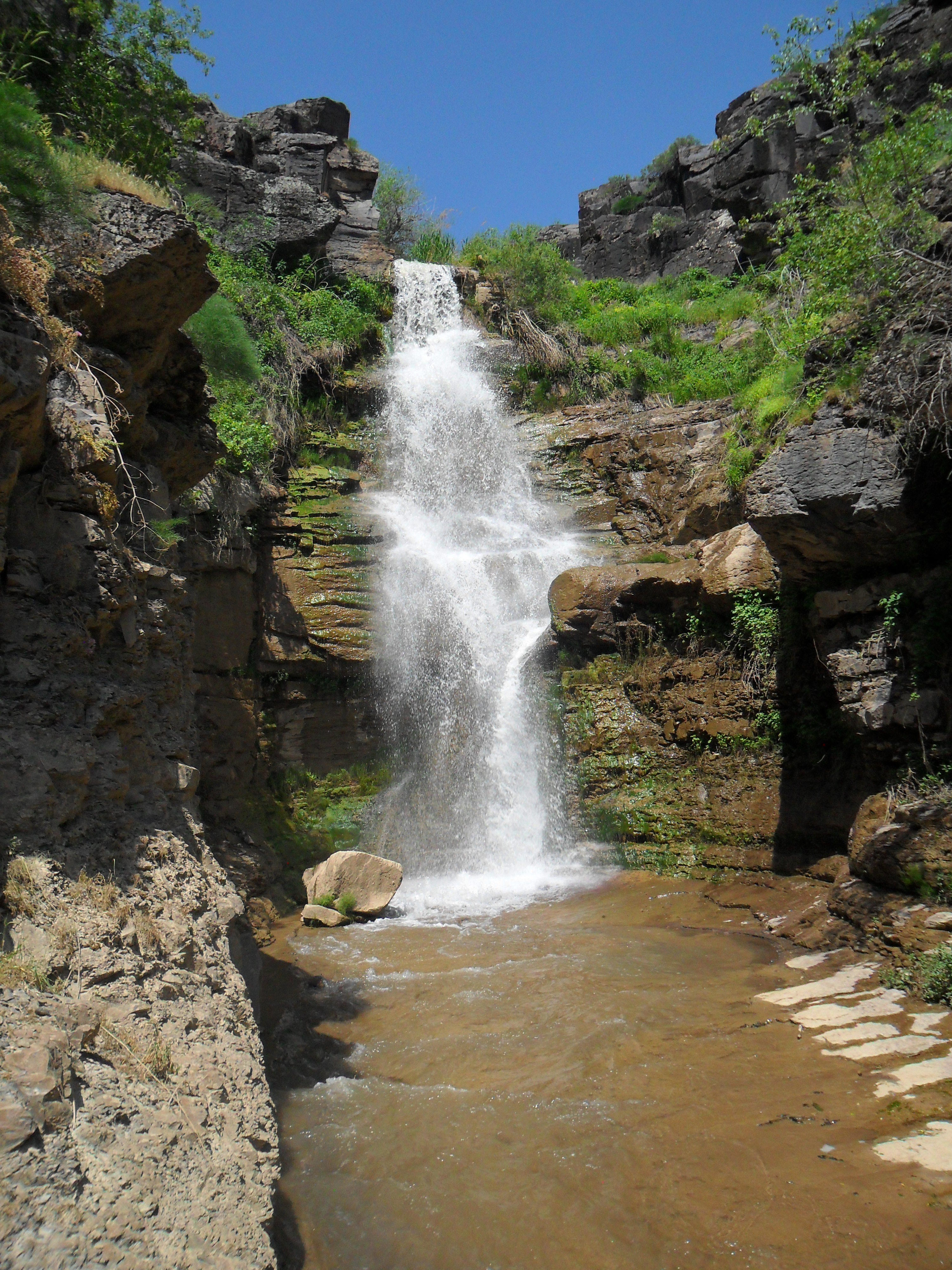
Водопад на реке Таваксай

## Гидрография
Каржантау выступает водоразделом между бассейнами Угама и Чирчика с одной стороны, и бассейном Келеса — с другой.
В числе рек бассейна Келеса с северо-западного склона хребта стекают Кызылатасай, Жузумсай, Уясай, Каржансай, Кокпарсай, Мугалысай, а также река Бадам (приток Арыса). В южном и юго-восточном направлении стекают реки бассейна Чирчика: Оркутсай, Кызылсу, Акташсай, Таваксай, Азадбашсай.

## Флора
Растительность на склонах представлена разнотравно-пырейными степями, выше которых лежат высокогорные луга. В глубоких долинах, прорезающих боковые склоны, встречаются ельники, а до высоты 1400—2000 м — сады и леса грецкого ореха.

## Хозяйственное значение
В Каржантау обнаружены вторичные кварциты. Близ юго-западной оконечности хребта, в 3—4 км на север от населённого пункта Сайлык, расположено комплексное Акташское месторождение (корундо-диаспоро-алунито-агальматолитовое). М. Е. Массон указывает, что добыча агальматолита (калыбташа) на Акташском месторожднии велась уже в XVI веке. 
Флора высокогорья (от 2500 м) Каржантау, произрастающая по водоразделам и смежным участкам склонов, имеет большое значение для развития животноводства в Ташкентской области (наряду с высокогорной растительностью ещё нескольких хребтов).
На территории Казахстана, хребет Каржантау входит в Сайрам-Угамский национальный парк.